# Campeonato de España de mano parejas
El Campeonato por parejas es la segunda competición en relevancia de la pelota mano profesional, tras el campeonato individual, conocido como manomanista. Las parejas las forman un delantero y un zaguero, y los encuentros se disputan a un total de 22 tantos. 

## Historia
La competición fue creada por la Federación Española de Pelota Vasca en el año 1941 al mismo tiempo que el manomanista, disputándose cada dos años, no obstante por falta de acuerdo y de interés la competición dejó de disputarse hasta el año 1978. En el año 1973 las dos empresas de pelota mano que operaban entonces, Empresas Unidas y Eskulari, se dieron cuenta de que los torneos eran una inmejorable fórmula para dotar de aliciente al calendario manista profesional. Por ello a lo largo de la década no dudaron en organizar sus propias competiciones hasta que en el año 1978, gracias al acuerdo alcanzado entre las dos empresas, la competición volvió a celebrarse recuperando su denominación de Campeonato de España. Desde su reanudación en el año 1978 el campeonato se disputa de manera ininterrumpida y con carácter anual. La primera pareja campeona la formaban Onaindia - Urcelay II, siendo la pareja formada por Retegi II y Errandonea la más rentable, atesorando 3 triunfos. 
Desde la creación de la LEPM el campeonato no se disputa de forma oficial ni con el reglamento ni organización Federativa alguna. Los pelotaris no tienen ficha federativa, si no contrato con las empresas.

## Premios y Palmarés
A los ganadores de cada edición se les entrega una boina o txapela como símbolo y trofeo por su victoria (de ahí que en euskera se denomine txapeldun al vencedor), siendo los pelotaris con más txapelas los delanteros Retegi II y Martínez de Irujo y el zaguero Maiz II, con cinco cada uno. Olaizola II es el que más finales ha disputado con un total de ocho, seguido de Retegi II, Maiz II, Beloki e Irujo con siete finales disputadas; no obstante, los pelotaris más efectivos en sus apariciones en las finales son Inaxio Errandonea y Fernando Goñi, con cuatro txapelas en otras tantas finales. Por el contrario, en el otro extremo se encuentra Ladis Galarza, Galarza III, que no logró título alguno, a pesar de haber disputado cuatro finales con cuatro parejas de delanteros diferentes.
Asimismo, anualmente se disputa paralelamente el denominado Campeonato de mano parejas de 2ª, reservado para pelotaris debutantes y de menor nivel, que no alcanzan el nivel de los pelotaris que juegan en los partidos estelares de los "festivales de pelota", como así se denomina a los partidos que se disputan los fines de semana y festivos en los frontones.

### Palmarés por año
| Año         | Campeones                                 | Subcampeones                                    | Tanteo        | Frontón                |
| ----------- | ----------------------------------------- | ----------------------------------------------- | ------------- | ---------------------- |
| 1941        | Onaindia - Urcelay II                     | Txikito de Iraeta - Gallastegui                 | 22-18 (1)     | Gros                   |
| 1943        | Onaindia - Urcelay II                     | Ubilla I - Kortabitarte                         | 22-21         | Deportivo              |
| 1945        | Txikito de Iraeta (2) - Lazcano           | Atano VII - Atano IV                            | 22-21         | Gros                   |
| 1961        | Arriaran I - Arriaran II                  | Ogueta - Etxabe X                               | 22-15         | Astelena               |
| 1978        | Pierola II - Maiz II                      | Retegui I - Aldazabal II                        | 22-14         | Anoeta                 |
| 1979        | Bengoetxea III - Gorostiza                | Pierola II - Maiz II                            | 22-15         | Anoeta                 |
| 1980-81     | García Ariño IV - Maiz II                 | Vergara II - Martinikorena                      | 22-13         | Anoeta                 |
| 1981-82     | Beristain - Tolosa                        | García Ariño IV - Maiz II                       | 22-21         | Anoeta                 |
| 1982-83     | Bengoetxea IV - Maiz II                   | García Ariño IV - Gorostiza                     | 22-11         | Anoeta                 |
| 1983-84     | Bengoetxea IV - Maiz II                   | Oreja III - Aldeazabal II                       | 22-18         | Anoeta                 |
| 1984-85     | Vergara II - Martinikorena                | Oreja III - Galarza III                         | 22-18         | Anoeta                 |
| 1985-86     | Vergara II - Martinikorena                | Alustiza - Tolosa                               | 22-15         | Anoeta                 |
| 1986-87     | Ladutxe - Tolosa                          | Alustiza - Galarza III                          | 22-14         | Anoeta                 |
| 1987-88     | Retegi II - Errandonea                    | Ladutxe - Martinikorena                         | 22-16         | Anoeta                 |
| 1988-89     | Ladutxe - Tolosa                          | Retegi II - Arretxe                             | 22-18         | Anoeta                 |
| 1989-90     | Retegi II - Errandonea                    | Vergara II - Etxenagusia (3)                    | 22-3          | Anoeta                 |
| 1990-91     | Retegi II - Arretxe                       | Salaberria - Galarza III                        | 22-19         | Anoeta                 |
| 1991-92     | Vergara II - Arretxe                      | Unanue - Zezeaga                                | 22-18         | Ogueta                 |
| 1992-93 (4) | Alustiza - Maiz II y Etxaniz - Zezeaga    | Titín III - Arretxe y Urioraguena - Galarza III | 22-20 y 22-15 | Ogueta y Bergara       |
| 1993-94     | Titin III - Arretxe                       | Retegi II - Beloki                              | 22-14         | Ogueta                 |
| 1994-95     | Retegi II - Errandonea                    | Unanue - Zezeaga                                | 22-17         | Atano III              |
| 1995-96     | Capellán - Beloki                         | Etxaniz - Arretxe                               | 22-18         | Atano III              |
| 1996-97     | Retegi II - Lasa III                      | Eugi - Zezeaga                                  | 22-14         | Atano III              |
| 1997-98     | Unanue - Errasti                          | Etxaniz - Elkoro                                | 22-21         | Atano III              |
| 1999 (5)    | Nagore - Errandonea y Olaizola I - Elkoro | Berasaluze VIII - Beloki y Goñi II - Zezeaga    | 22-17 y 22-15 | Atano III y Adarraga   |
| 2000        | Titin III - Lasa III                      | Unanue - Errasti                                | 22-19         | Ogueta                 |
| 2001        | Olaizola I - Goñi III                     | Alustiza - Beloki                               | 22-13         | Atano III              |
| 2002        | Xala - Lasa III                           | Olaizola I - Patxi Ruiz                         | 22-19         | Atano III              |
| 2003        | Koka - Beloki                             | Olaizola II - Pascual                           | 22-15         | Atano III              |
| 2004        | Titín III - Goñi III                      | Martínez de Irujo - Lasa III                    | 22-10         | Atano III              |
| 2005        | Martínez de Irujo - Goñi III              | Bengoetxea VI - Beloki                          | 22-12         | Atano III              |
| 2006        | Martínez de Irujo - Martínez de Eulate    | Olaizola II - Zearra                            | 22-11         | Ogueta                 |
| 2007        | Xala - Martínez de Eulate                 | Olaizola I - Beloki                             | 22-18         | Ogueta                 |
| 2008        | Olaizola II - Mendizabal II               | Titín III - Laskurain                           | 22-17         | Ogueta                 |
| 2009        | Martínez de Irujo - Goñi III              | Olaizola II - Mendizabal II                     | 22-21         | Atano III              |
| 2010        | Xala - Zubieta                            | González - Laskurain                            | 22-14         | Ogueta                 |
| 2011        | Olaizola II - Begino                      | Xala - Beroiz (6)                               | 22-14         | Bizkaia                |
| 2012        | Titín III - Merino II                     | Xala - Laskurain                                | 22-15         | Bizkaia                |
| 2013        | Martínez de Irujo - Zabaleta              | Berasaluze VIII - Albisu                        | 6-4 (7)       | Bizkaia                |
| 2014        | Martínez de Irujo - Barriola              | Olaizola II - Aretxabaleta                      | 22-13         | Bizkaia                |
| 2015        | Bengoetxea VI - Untoria                   | Berasaluze VIII - Zubieta                       | 22-7          | Bizkaia                |
| 2016        | Olaizola II - Urrutikoetxea               | Martínez de Irujo - Rezusta                     | 16-10 (8)     | Bizkaia                |
| 2017        | Irribarria - Rezusta                      | Bengoetxea VI - Larunbe                         | 22-14         | Bizkaia                |
| 2018        | Ezkurdia - Zabaleta                       | Elezkano II - Rezusta                           | 22-9          | Bizkaia                |
| 2019        | Elezkano II - Rezusta                     | Irribarria - Zabaleta                           | 22-19         | Bizkaia                |
| 2020        | Ezkurdia - Martija                        | Olaizola II - Urrutikoetxea                     | 22-13         | Bizkaia                |
| 2021        | Elezkano II - Zabaleta                    | Peña - Albisu                                   | 22-7          | Bizkaia                |
| 2022        | Altuna III - Martija                      | Laso - Imaz                                     | 22-20         | Bizkaia                |
| 2023        | Elordi - Zabaleta                         | Laso - Imaz                                     | 22-13         | Navarra-Nafarroa Arena |
| 2024        | P. Etxeberria - Zabaleta                  | Altuna III - Martija                            | 22-20         | Navarra-Nafarroa Arena |
| 2025        | Ezkurdia - Rezusta                        | Artola - Mariezkurrena II                       | 22-20         | Navarra-Nafarroa Arena |

(1) El torneo se disputó en la modalidad de liguilla.
(2) Txikito Iraeta sustituyó en la final a Onaindia que había jugado todo el campeonato.
(3) Etxenagusia sustituyó en la final a Maiz II por gripe de este último.
(4) En la edición de 1992-93 se disputaron dos torneos por la falta de acuerdos entre las dos empresas de pelota mano, Unidas-Reur y Asegarce.
(5) En la edición de 1999 se disputaron dos torneos por la falta de acuerdos entre las dos empresas de pelota mano, ASPE y Asegarce.
(6) Beroiz sustituyó en la final a Barriola por lesión de este último.
(7) Retirado Berasaluze VIII por lesión.
(8) Retirado Martínez de Irujo por lesión.

### Palmarés por pelotaris
| Pelotari           | Txapelas | Finales |
| ------------------ | -------- | ------- |
| Maiz II            | 5        | 7       |
| Martínez de Irujo  | 5        | 7       |
| Retegi II          | 5        | 7       |
| Zabaleta           | 5        | 6       |
| Titín III          | 4        | 6       |
| Errandonea         | 4        | 4       |
| Goñi III           | 4        | 4       |
| Olaizola II        | 3        | 8       |
| Arretxe            | 3        | 6       |
| Vergara II         | 3        | 5       |
| Xala               | 3        | 5       |
| Lasa III           | 3        | 4       |
| Tolosa             | 3        | 4       |
| Rezusta            | 3        | 5       |
| Ezkurdia           | 3        | 3       |
| Beloki             | 2        | 7       |
| Martinikorena      | 2        | 4       |
| Olaizola I         | 2        | 4       |
| Elezkano II        | 2        | 3       |
| Ladutxe            | 2        | 3       |
| Bengoetxea IV      | 2        | 2       |
| Martija            | 2        | 2       |
| Martínez de Eulate | 2        | 2       |
| Onaindia           | 2        | 2       |
| Urcelay II         | 2        | 2       |
| Zezeaga            | 1        | 5       |
| Alustiza           | 1        | 4       |
| Unanue             | 1        | 4       |
| Bengoetxea VI      | 1        | 3       |
| Etxaniz            | 1        | 3       |
| Garcia Ariño IV    | 1        | 3       |
| Elkoro             | 1        | 2       |
| Errasti            | 1        | 2       |
| Gorostiza          | 1        | 2       |
| Mendizabal II      | 1        | 2       |
| Pierola II         | 1        | 2       |
| Urrutikoetxea      | 1        | 2       |
| Irribarria         | 1        | 2       |
| Txikito de Iraeta  | 1        | 2       |
| Zubieta            | 1        | 2       |
| Altuna III         | 1        | 2       |
| Arriaran I         | 1        | 1       |
| Arriaran II        | 1        | 1       |
| Barriola           | 1        | 1       |
| Begino             | 1        | 1       |
| Bengoetxea III     | 1        | 1       |
| Beristain          | 1        | 1       |
| Capellán           | 1        | 1       |
| Elordi             | 1        | 1       |
| Koka               | 1        | 1       |
| Lazcano            | 1        | 1       |
| Merino II          | 1        | 1       |
| Nagore             | 1        | 1       |
| Untoria            | 1        | 1       |
| Etxeberria         | 1        | 1       |
| Galarza III        | 0        | 4       |
| Berasaluze VIII    | 0        | 3       |
| Laskurain          | 0        | 3       |
| Albisu             | 0        | 2       |
| Aldazabal II       | 0        | 2       |
| Laso               | 0        | 2       |
| Imaz               | 0        | 2       |
| Oreja III          | 0        | 2       |
| Aretxabaleta       | 0        | 1       |
| Atano IV           | 0        | 1       |
| Atano VII          | 0        | 1       |
| Beroiz             | 0        | 1       |
| Cortabitarte       | 0        | 1       |
| Etxabe X           | 0        | 1       |
| Etxenagusia        | 0        | 1       |
| Eugi               | 0        | 1       |
| Gallastegui        | 0        | 1       |
| González           | 0        | 1       |
| Goñi II            | 0        | 1       |
| Larunbe            | 0        | 1       |
| Ogueta             | 0        | 1       |
| Pascual            | 0        | 1       |
| Patxi Ruiz         | 0        | 1       |
| Peña II            | 0        | 1       |
| Retegi I           | 0        | 1       |
| Salaberria         | 0        | 1       |
| Ubilla I           | 0        | 1       |
| Zearra             | 0        | 1       |

En negrilla pelotaris activos.

## Títulos por provincias
| Provincia | Txapelas | Pelotaris |
| Navarra   | 62       | Antxon Maiz, Maiz II, Juan Martínez de Irujo, Julián Retegi, Retegi II y José Javier Zabaleta (5), Inaxio Errandonea y Fernando Goñi, Goñi III (4), Fernando Arretxe, Óscar Lasa, Lasa III, Aimar Olaizola, Olaizola II y Salvador Vergara, Vergara II (3), Rubén Beloki, Mikel Bengoetxea, Bengoetxea IV, Joseba Ezkurdia, Julen Martija, Peio Martínez de Eulate, José Martín Martinikorena y Asier Olaizola, Olaizola I (2) y Abel Barriola, Aritz Begino, Juan Mari Bengoetxea, Bengoetxea III, Oinatz Bengoetxea, Bengoetxea VI, Jorge Nagore, Elías Pierola, Pierola II, Aitor Zubieta Peio Etxeberria (1) |
| Guipúzcoa | 23       | Joxean Tolosa y Beñat Rezusta (3) Justino Urcelay, Urcelay II (2) y Jokin Altuna, Altuna III, Martín Alustiza, Félix Arriaran, Arriaran I, Joxe Arriaran, Arriaran II, Juan Mari Beristain, Aitor Elkoro, Jokin Errasti, Jokin Etxaniz, Iker Irribarria, Juantxo Koka, Mariano Lazcano, Oier Mendizabal Mendizabal II, Francisco Larrañaga, Txikito de Iraeta, Mikel Unanue y José María Zezeaga (1) |
| Vizcaya   | 8        | Dionisio Onaindia y Danel Elezkano, Elezkano II (2) Roberto García Ariño, García Ariño IV, Iñaki Gorostiza, Aitor Elordi y Mikel Urrutikoetxea (1) |
| La Rioja  | 7        | Augusto Ibáñez, Titín III (4) y Miguel Capellán, David Merino, Merino II y Álvaro Untoria (1) |
| Lapurdi   | 5        | Yves Salaberri, Xala (3) y Panpi Ladutxe (2) |